# Motulalo
Motulalo – niewielka wyspa położona na Oceanie Spokojnym, w archipelagu Tuvalu, w południowej części atolu Nukufetau.

Motulalo jest największą wyspą atolu.